# Michael Anderson (director)
Michael Joseph Anderson (Londres, 30 de enero de 1920-Vancouver, Canadá, 25 de abril de 2018) fue un director de cine británico, conocido por ser el director de películas, como La vuelta al mundo en 80 días (por el cual fue nominado al Óscar a mejor director), 1984 y La fuga de Logan, entre otros títulos.

## Biografía
Anderson nació en el seno de una familia teatral. Sus padres fueron Lawrence y Beatrice Anderson y su tía abuela (Mary Anderson) fue la primera actriz que tuvo un teatro a su nombre en Louisville, Kentucky. 
Después de servir en la Segunda Guerra Mundial, empezó en películas británicas, debutando en 1949 con Private Angelo. A esto, siguieron títulos como El puerto (1950) o The Dam Busters (1954), una película de ciencia ficción que serviría de inspiración para la saga de Star Wars, o la adaptación al cine de la obra de George Orwell 1984. 
Pero, sin duda, Michael Anderson sería catapultado hacia la fama por la adaptación de la novela de Julio Verne La vuelta al mundo en 80 días, un éxito de taquilla, y por la que Anderson consiguió una nominación al Óscar a la mejor dirección. 
Después del éxito de La vuelta al mundo en 80 días, Anderson se instalaría en Hollywood. Pero sus obras posteriores no llegarían ni de lejos al éxito de esta anterior. Cabe reseñar como las más destacables Las sandalias del pescador (1968) Doc Savage, el hombre de bronce (1975), La fuga de Logan (1976) u Orca, la ballena asesina (1978). 
Posteriormente, Anderson se adentró en la realización de miniseries como Crónicas marcianas o Sword of Gideon. 
Michael Anderson es el padrasto de la actriz Laurie Holden (The X-Files ,  La niebla , The Walking Dead).

## Fallecimiento
Falleció el 29 de abril de 2018 con 98 años de edad.

## Filmografía
- Private Angelo (1949)
- El puerto (Waterfront) (1950)
- Misión de valientes (The Dam Busters) (1955)
- 1984 (1984) (1956)
- La vuelta al mundo en 80 días (Around the World in Eighty Days) (1956)
- Sombras acusadoras (Chase a Crooked Shadow) (1957)
- Misterio en el barco perdido (The Wreck of the Mary Deare) (1959)
- Los jóvenes caníbales (All the Fine Young Cannibals) (1960)
- Sombras de sospecha (The Naked Edge) (1961)
- Patrulla de rescate (Flight from Ashiya) (1964)
- Salvaje y encantador (Wild and wonderful) (1964)
- Operación Crossbow (1965)
- The Quiller Memorandum (1966)
- Las sandalias del pescador (The Shoes of the Fisherman) (1968)
- La papisa Juana (Pope Joan) (1972)
- Culpable sin rostro (Conduct unbecoming) (1975)
- La fuga de Logan (Logan's Run) (1976)
- Doc Savage, el hombre de bronce (Doc Savage: The Man of Bronze) (1975)
- Orca, la ballena asesina (Orca) (1977)
- Dominique (Dominique) (1978)
- Bells: llamada mortal (Bells) (1982)
- Millennium (Millennium) (1989)
- El lobo de mar (The Sea Wolf) (1993) (TV)
- Oro bruto (Rugged Gold) (1994) (TV)
- Capitanes intrépidos (Captains Courageous) (1996) (TV)
- 20.000 leguas de viaje submarino (20,000 Leagues Under the Sea) (1997) (TV)
- El verano de los monos (Summer of the Monkeys) (1998)
- Pinocho y Geppetto (The New Adventures of Pinocchio) (1999)

## Premios y distinciones
Premios Óscar
| Año  | Categoría                  | Película                           | Resultado |
| ---- | -------------------------- | ---------------------------------- | --------- |
| 1957 | Óscar a la mejor dirección | La vuelta al mundo en ochenta días | Nominado  |

Globos de oro
| Año  | Categoría      | Película                           | Resultado |
| ---- | -------------- | ---------------------------------- | --------- |
| 1956 | Mejor director | La vuelta al mundo en ochenta días | Nominado  |